# Громов, Виктор Евгеньевич
Виктор Евгеньевич Громов (род. 26 ноября 1947, Красноярск) — доктор физико-математических наук, профессор, заслуженный деятель науки РФ, почетный работник высшего профессионального образования РФ, почетный металлург РФ, лауреат Премии Правительства РФ в области науки и техники, лауреат Премии РАН РФ им. И. П. Бардина, заведующий кафедрой естественнонаучных дисциплин имени проф. В. М. Финкеля СибГИУ.

## Биография
Громов В.Е., 1947 года рождения, русский, в 1971 году с отличием окончил технологический факультет Сибирского металлургического института. Оставлен работать на кафедре физики СМИ в должности старшего лаборанта.
        В 1978 году защитил кандидатскую диссертацию. С 1989 по 1992 гг. - докторант Государственного научного центра “Институт физики прочности и материаловедения” СО РАН.
        В 1992 г. защитил докторскую диссертацию “Закономерности электростимулированной пластичности металлов и сплавов”. Работая в вузе, прошел все ступени преподавательской квалификации: ассистент, старший преподаватель, доцент, профессор.
         В 1993 г. избран заведующим кафедрой физики, которую возглавляет по настоящее время. Им проведена большая организаторская работа по созданию методической, учебно-материальной базы и высококвалифицированного профессорско-преподавательского коллектива кафедры.
     Его организаторский талант, глубокое понимание стоящих перед вузовской наукой проблем позволили в предельно короткий срок сформировать творчески работающий научный коллектив, объединяющий сотрудников ряда кафедр университета, аспирантов, стажеров и специалистов-производственников предприятий Новокузнецка и Томска.
     Научная школа «Прочность и пластичность материалов в условиях внешних энергетических воздействий» ФГБОУ ВПО «Сибирский государственный индустриальный университет», возглавляемая д.ф.-м.н., профессором В.Е. Громовым, хорошо известна в нашей стране и за рубежом. Под его руководством в последние годы экспериментальные исследования проводились, главным образом, по следующим научным направлениям:
     - фундаментальное:  физические механизмы прочности и пластичности металлов, сталей и сплавов при внешних электромагнитных воздействиях;
     - прикладное: физическое материаловедение в современных технологиях обработки металлов давлением;
        - методическое: аппаратурное и методическое обеспечение фундаментальных и прикладных исследований.
     Доктор физико-математических наук Громов В.Е. является известным Российским ученым в области физического материаловедения. Исследования в области физики прочности и пластичности материалов в условиях внешних энергетических воздействий (электрические поля и токи, слабые электрические потенциалы, электровзрывное легирование, электронно-пучковая обработка), выполненные в последние 30 лет В.Е.Громовым и его учениками, получили широкую известность и признание в научных кругах и привели к созданию нового научного направления.
     Развитые представления о механизмах электростимулированной пластической деформации на разных структурных уровнях позволили объяснить изменения динамики дислокаций, эволюцию тонкой субструктуры, поверхностные и резонансные эффекты, напряженно-деформированное состояние материалов, волновой характер пластической деформации, мало и многоцикловую усталость сталей и сплавов в этих условиях, что обеспечило разработку и внедрение физико-технических основ технологии промышленного электростимулированного волочения проволоки и повышение усталостного ресурса сталей разных структурных классов.
Эти работы выполнялись и выполняются в соответствии с Координационным планом важнейших НИР по АН СССР на 1981-90 гг.; Координационным планом НИР программы исследований “Повышение надежности систем” машина-человек-среда РАН на 1989-2000 гг.; грантами Госкомвуза и Министерства образования и науки по фундаментальным проблемам металлургии на 1994-2009 гг. и программой “Интеграция” (1998-2009 гг.). ФЦНТП «Исследования и разработки по приоритетным направлениям развития науки и техники на 2002-2006 гг.», АВЦП «Развитие научного потенциала высшей школы» 2008-2011 гг., ФЦП «Научные и научно-педагогические кадры инновационной России» на 2009-2013 гг., грантами  РНФ РФФИ 2008-2014 гг., международными грантами РФФИ-ГФЕН 2008-1016 гг.
      Полученные результаты нашли применение как в академических, отраслевых и учебных институтах при изучении природы формоизменения металлов и сплавов, так и на ряде предприятий металлургической промышленности и машиностроения (ОАО “КМК”, ОАО “ЗСМК”, ОАО “КМЗ” и др.) при разработке соответствующих электротехнологий. Эти работы получили широкую известность как в России, так и за рубежом. Они внедрены со значительным экономическим эффектом на предприятиях Кузбасса. В результате многолетней активной исследовательской деятельности В.Е.Громов создал научную школу, в которой его ученики развивают соответствующие научные направления.
   В последние годы исследовательские усилия междисциплинарного коллектива ряда кафедр (физики, механики, материаловеды, математики), возглавляемого В.Е.Громовым, сосредоточены на решении проблем разработки физических принципов новейших технологий обработки металлов.
     Решены задачи оценки напряженно-деформированного состояния материала и эволюции субструктуры при волочении и холодной объемной штамповке, что позволило разработать основы технологии безкислотного удаления окалины; проведен комплекс исследований влияния легирования сталей азотом на механические и технологические свойства; установлены причины ухудшения свойств металлов пароперегревателей и паропроводов и предложены рекомендации по контролю состояния металла с помощью неразрушающих методом: разработаны перспективные способы и технологии повышения эксплуатационных характеристик рельсовой стали; реализована методика электростимулированного восстановления усталостного ресурса деталей; развиты принципы синергетики для электростимулированной пластичности, внедрена технология прокатки листовой стали в валках переменного сечения, установлены закономерности эволюции градиентных структурно-фазовых состояний при различных сложных видах деформации и обработки поверхностей потоками электронных пучков и плазмой. Установлена физическая природа влияния слабых электрических потенциалов, переменных и постоянных магнитных полей на пластическую деформацию металлов; разработаны физико-технические основы термомеханического упрочнения стальной арматуры и плазменного упрочнения валков; выявлены механизмы формирования наноразмерных фаз и упрочнения низкоуглеродистой стали при термомеханической обработке и чугунных валков при плазменной обработке; установлены основные закономерности и природа формирования структурно-фазовых состояний поверхностных слоев металлов и сплавов при одно- и двухкомпонентном электровзрывном легировании и последующей электронно-пучковой обработке, выполнен комплекс исследований по эволюции структуры, фазового состава и дефектной субструктуры объемно и дифференцированно закаленных рельсов при длительной эксплуатации, установлена природа формирования износостойких покрытий на низкоуглеродистых сталях наплавкой порошковыми легированными проволоками. Выявлены закономерности модифицирования Al-Si сплавов комплексной электронно-ионной плазменной обработкой, выполнен комплекс исследований по созданию высокоэнтропийных Al-CoCrFeNi сплавов и их модифицированию электроннопучковой обработкой.
       Результаты научных исследований В.Е.Громова систематически представляются научной общественности в виде докладов на Международных, Всероссийских конференциях, симпозиумах и семинарах. С 1988 г. является председателем оргкомитета 9 Всесоюзных и международных конференций “Прочность и пластичность материалов в условиях внешних энергетических воздействий ”, “Градиентные структурно-фазовые состояния в сталях и сплавах” (Новокузнецк, Россия ; Николаев, Украина) входит в состав оргкомитетов международных конференций “Действие электрических полей и токов на пластическую деформацию металлов” (Юрмала, Латвия 1987, 1990 гг.; Москва, Воронеж, Россия  1976-2008 гг.), “ Актуальные проблемы прочности (Киев, Украина ; Витебск, Беларусь; Санкт-Петербург, Россия) , “Физические свойства металлов и сплавов ” (Екатеринбург, Россия).
        В 2013 г. совместно с учеными ОАО «ЕВРАЗ-ЗСМК» становится лауреатом премии РАН имени академика И.П. Бардина за цикл работ по разработке и внедрению ресурсосберегающих технологий упрочнения проката и прокатных валков, обеспечивающих получение высокого уровня прочности и эксплуатационной стойкости. Международной академией авторов научных открытий и изобретений в 2013-2015 гг. подтверждено соавторство трех научных открытий:
        1. «Явление увеличения усталостной долговечности нержавеющих сталей электронно-пучковой обработкой».
        2. «Явление ускорения синтеза химических соединений на поверхности металлов и сплавов при электровзрывном легировании».
        3. «Закономерность изменения структурно-фазового состояния металлов при внешнем энергетическом воздействии».
       В 2012 г. включен в федеральный реестр экспертов научной технической сферы Минобразования и науки РФ, а в 2016 г. - в реестр экспертов РАН.
        Итоги формирования и развития В.Е.Громовым научных направлений и результаты исследований нашли отражение более чем в 4000 публикациях ( в том числе 30 изобретениях и патентах РФ, 105 монографиях в центральных издательствах, некоторые из которых рекомендованы УМО по металлургии Министерства образования и науки  в качестве учебных пособий для студентов технических вузов страны; 165 статьях в зарубежных физических журналах ( США, Англии , Чехии, Китая и Германии). Пять монографий изданы в Великобритании (Саmbridge Publishing House) и США (Taylor and Frensis Group). Индекс Хирша в РИНЦ – 40, Scopus – 23, Web of Science – 22.
        Под редакцией В.Е.Громова в 1990-2014 гг. издано 18 тематических подборок и выпусков журналов “Известия ВУЗов. Черная металлургия”, “Известия вузов. Физика”, “Наноинженерия”. В русле интенсивной работы научной школы В.Е.Громова активно осуществляется воспитание и подготовка научных кадров. Им подготовлены 42 кандидата наук и 12 докторов наук. Он проводит большую организаторскую деятельность по привлечению ведущих производственников к работе над диссертациями и постоянно оказывает им конкретную консультационную помощь.
        За период работы в высшей школе В.Е.Громов проявил качества талантливого педагога и организатора высшего образования. В.Е.Громов – “Лучший профессор Кузбасса 2003”, “Почетный профессор Кузбасса” 2015 и один из ведущих профессоров университета. Пользуется заслуженным уважением студентов и коллег. Его лекции отличает сочетание высокого теоретического уровня с ясной формой изложения.
        Для студентов, углубленно изучающих иностранный язык, издано 4 учебных пособия с грифом НТС по физике Министерства образования и науки на английском языке.
        Важной стороной научно-организационной деятельности В.Е.Громова является его активная работа в диссертационных советах по присуждению ученых степеней доктора и кандидата наук. Последние 12 лет является членом редакционной коллегии журналов “Известия Вузов. Черная металлургия”, “Заготовительные производства в машиностроении”, “Деформация и разрушение материалов”, “Фундаментальные проблемы современного материаловедения”. Проводит большую работу по координации научных исследований, активно участвует в работе Межгосударственного координационного совета по физике прочности и пластичности материалов. В.Е.Громов пользуется широкой известностью среди научной общественности, как в России, так и за рубежом.
        В 2000-2014 гг. читал курс лекций в университете Циньхуа в Пекине и Институте перспективных материалов в Шензене (КНР). Постоянно рецензирует статьи в ведущих европейских журналах по физике конденсированного состояния. В качестве сопредседателя с Российской стороны в 2007-2014гг. организовал и провел 6 международных конференций “Влияние внешних полей на прочность и пластичность материалов” в г. Шензень (КНР) и гг. Томск, Москва (Россия). Награжден знаком “Отличник высшей школы” и медалями “За служение Кузбассу”, “За особый вклад в развитие Кузбасса” 1, 2 и 3 степени.

## Научное открытие
Международная академия авторов научных открытий и изобретений признала выдвинутые сотрудниками кафедры физики имени профессора В. М. Финкеля, в том числе и В. Е. Громовым положения «Явление увеличения усталостной долговечности нержавеющих сталей электронно-пучковой обработкой», «Явление ускорения синтеза химических соединений на поверхности металлов и сплавов при электровзрывном легировании»,  «Закономерность изменения структурно-фазового состояния метал лов при внешнем энергетическом воздействии» научными открытиями в области материаловедения.

## Сочинения
Последние монографии по рельсовой тематике:
1. Громов В.Е, Юрьев А.Б., Морозов К.В., Иванов Ю.Ф. Микроструктура закаленных рельсов. Новокузнецк: «Интер-Кузбасс», 2014. 213 с.
2. Громов В.Е., Перегудов О.А., Иванов Ю.Ф., Коновалов С.В., Юрьев А.А. Эволюция структурно-фазовых состояний металла рельсов при длительной эксплуатации. Новосибирск: Изд-во СО РАН, 2017. 164 с.
3. Громов В.Е., Иванов Ю.Ф., Юрьев А.А., Морозов К.В., Коновалов С.В. Дифференцированно закаленные рельсы: эволюция структуры и свойств в процессе эксплуатации: монография. Новокузнецк: Изд. центр СибГИУ, 2017. 197 с.
4. Громов В.Е., Юрьев А.А., Иванов Ю.Ф. и др. Модифицирование структуры и свойств перспективных материалов при внешних воздействиях / Под общ. ред. А.И. Потекаева. Томск: Изд-во НТЛ, 2017. С. 159-176.
5. Gromov V.E., Yuriev A.B., Morozov K.V., Ivanov Yu.F. Microstructure of quenched rails. Cambridge: CISP Ltd, 2016. 195 p.
6. Юрьев А.А., Громов В.Е., Иванов Ю.Ф., Рубанникова Ю.А. Структура и свойства длинномерных дифференцированно закаленных рельсов после экстремально длительной эксплуатации: Новокузнецк., «Полиграфист», 2020. 253 с.
7. Yuriev A.B., Gromov V.E., Ivanov Yu.F., Rubannikova Yu.A., Starоstenkov M.D., Tabakov P.Y. Structure and properties of lengthy rails after Extreme Long-Term Operation. Materials Research Society LLC USA, 2021. 190 p.
9. Юрьев А.А., Кузнецов Р.В., Громов В.Е., Иванов Ю.Ф., Шлярова Ю.А. Длинномерные рельсы: структура и свойства после сверхдлительной эксплуатации: Монография Издание 2-е, дополненное и переработанное. Новокузнецк: Полиграфист, 2022. 311 с.
10. Mechanisms of constructional steels strain hardening : monograph / V. E. Gromov, Yu. F. Ivanov, N. A. Popova, Yu. A. Shliarova, M. A. Porfiriev, M. D. Starostenkov, A. P. Semin ; [Second, revised and supplemented edition]. – Novokuznetsk : Publishing House “Polygraphist”, 2023. – 131 p.

## Награды
- Медаль ордена «За заслуги перед Отечеством» II степени (14 ноября 2022 года) — за заслуги в научно-педагогической деятельности, подготовке квалифицированных специалистов и многолетнюю добросовестную работу[3][4]
- Почетный гражданин города Новокузнецка (2024) [5]